# Mahala Rai Banda
Pour les articles homonymes, voir Mahala, Raï (homonymie) et Banda.
Mahala Rai Banda est un orchestre roumain, originaire de Bucarest. 

## Histoire
Composé de membre rom, le groupe est formé par le violoniste et compositeur Aurel Ionița, qui est issu d'une famille de musiciens traditionnels (lăutari) du village de Clejani, en Valachie. Il est apparenté à divers membres du Taraf de Haïdouks.
Le Mahala Rai Banda mêle violons et accordéons typiquement roumains avec des cuivres, joués par des vétérans d'une fanfare militaire de Moldavie. La musique du groupe se caractérise également par une section rythmique (basse et batterie).
Le premier album de Mahala Rai Banda est paru en 2005. Enregistré en Roumanie et réalisé par le Belge Stéphane Karo (également producteur du Taraf de Haïdouks et de Kočani Orkestar), il est mixé en Allemagne en collaboration avec Shantel, DJ et producteur de musique électronique qui a beaucoup contribué à faire entrer la musique tsigane dans les boîtes de nuit et clubs de rock. Cet album a imposé Mahala Rai Banda comme l'un des groupes majeurs du renouveau de la musique tsigane. Il figure dans les World Music Charts Europe. Le groupe a tourné dans plus de 25 pays, et plusieurs de ses titres ont fait l'objet de remixes par de prestigieuses figures de la scène électronique ou rock, telles que Nouvelle Vague, Felix B (du groupe Basement Jaxx), Balkan Beat Box, DJ Click, Russ Jones, Shantel et d'autres,. 
La chanson Mahalagesca connait un succès particulier, puisqu'elle est incluse dans la bande originale du film Borat, dans plusieurs autres films, et est devenue un classique du genre.

## Discographie
- 2004 : Mahala Rai Banda
- 2004 : Electric Gypsyland
- 2006 : Electric Gypsyland 2
- 2006 : Borat. Cultural Learnings of America for Make Benefit Glorious Nation of Kazakhstan (bande-son)
- 2008 : Ghetto Blasters
- 2010 : Lacrima de Jar (avec Monica Anghel)
- 2013 : Balkan Reggae (single)
- 2014 : Buddha Bar VII

## Filmographie
- 2012 : Balkan Melodie (documentaire)